# Max Hussarek von Heinlein

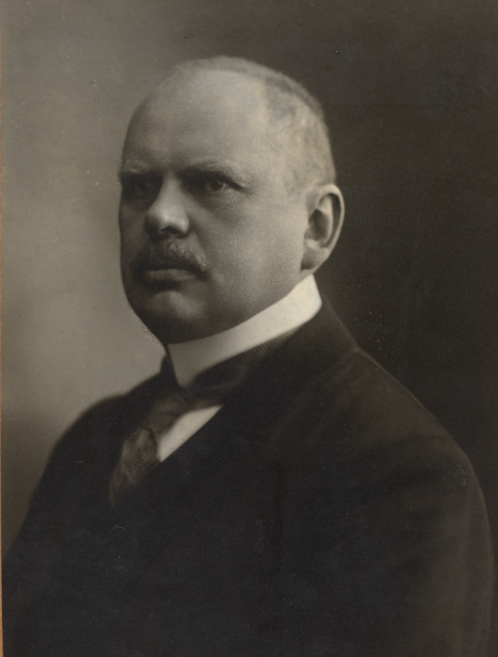
Max Hussarek von Heinlein

Maximilian ("Max") Freiherr Hussarek von Heinlein (Bratislava, 3 mei 1865 - Wenen, 6 maart 1935), was een Oostenrijks rechtsgeleerde en politicus.

## Opleiding en vroege carrière
Max Hussarak von Heinlein was de zoon van Johann Ritter Hussarek von Heinlein (1819-1907). Hij studeerde rechten en was docent aan het Theresianum. Ook was hij privé-leraar van Prins Abbas Hilmi, de latere kedive (onderkoning) van Egypte. Hij was hoogleraar Canoniek recht aan de Universiteit van Wenen. Hierna was hij van 1897 tot 1911 chef van het keizerlijke kerkelijke ambten. In 1911 werd hij geheimraad van keizer Frans Jozef I van Oostenrijk. Van 3 november 1911 tot 23 juni 1917 was hij minister van Godsdienst en Onderwijs in de opeenvolgende kabinetten-Stürgkh, Koerber en Clam-Martinic. Als minister zorgde hij voor de erkenning van de Hanafitische richting binnen de Soennitische Islam in Oostenrijk en erkende hij de Protestantse faculteiten.
In 1918 werd hij hoogleraar (rooms-katholiek) kerkelijk recht aan de Universiteit van Wenen.

## Minister-President
Max Hussarek von Heinlein werd op 27 juli 1918 door keizer Karel I van Oostenrijk, als opvolger van Ernst Ritter Seideler von Feuchtenegg, benoemd tot minister-president. Hussarek stond aan het hoofd van een kabinet waarin vertegenwoordigers van de meeste volkeren van Cisleithanië (het Oostenrijkse deel van de Donaumonarchie) waren opgenomen.

### Plannen voor de federalisering van het rijk
Max Hussarek von Heinlein streefde, toen inmiddels wel duidelijk was geworden dat Oostenrijk-Hongarije en haar bondgenoten (de zogenaamde Centrale mogendheden) de Eerste Wereldoorlog hadden verloren, naar de omvorming het Habsburgse rijk in een federatie die uit de volgende landsdelen zou moeten bestaan: Oostenrijk, gevormd door de Alpenlanden, Bohemen en Moravië; Hongarije; Kroatië, vergroot met Bosnië en Herzegovina en Galicië met een Oekraïens gebied. Voor de Zuidslaven en de Polen (Galiciërs) werd in de plannen van Hussarek autonomie in het vooruitzicht gesteld, maar voor de Tsjechen, de belangrijkste economische groep van Oostenrijk na de Oostenrijkse Duitsers, werd in de plannen van Hussarek geen autonomie in het vooruitzicht gesteld. Hierdoor vervreemdden de Tsjechen zich nog meer van het rijk. De plannen van Hussarek werden echter verworpen door de Hongaren die niet van plan waren Kroatië - onderdeel van Transleithanië (het Hongaarse deel van de Donaumonarchie) - op te geven.
Keizer Karel I kwam op 16 oktober 1918 met een eigen plan, het zogenaamde "Oktobermanifest", waarin alle Oostenrijkse volkeren - met uitzondering van de volkeren van Transleithanië -, dus ook de Tsjechen, autonomie in het vooruitzicht werd gesteld. Hussarek schaarde zich achter de plannen van de keizer, maar de keizer meende Hussarek te moeten vervangen door de Ententegezinde professor Heinrich Lammasch, een overtuigd pacifist. Lammasch wilde zover gaan als mogelijk om de volkeren binnen het rijk te kunnen houden, maar toen zelfs de Oostenrijkse Duitsers (de steunpilaren van de monarchie) niets meer zagen in een voortzetting van de Donaumonarchie (21 oktober 1918) en de Tsjechen hun eigen staat proclameerden (28 oktober) deed keizer Karel I op 11 november 1918 afstand van de regeringszaken en op 12 november werd de Bondsrepubliek Oostenrijk uitgeroepen.
Na de val van de monarchie trok Hussarek zich uit de politiek terug. In 1921 verkreeg hij een eredoctoraat aan de Universiteit van Lemberg. Vanaf 1921 was hij lid van de Academie voor Beeldende Kunsten en in 1927 werd hij erehoogleraar aan de Universiteit van Wenen en in 1930 werd hij voorzitter van het curatorium van het Theresianum.
Max Hussarek Freiherr von Heinlein overleed op 69-jarige leeftijd, op 6 maart 1935, in Wenen.